# Орлово (Крутинский район)
Орлово — деревня в Крутинском районе Омской области, в составе Рыжковского сельского поселения.

## История
В 1928 г. состояла из 72 хозяйств, основное население — русские. Центр Орловского сельсовета Крутинского района Омского округа Сибирского края.

## Население
| 2010 |
| ---- |
| 1    |